# Nässe (Nüst)
Die Nässe ist ein 12,3 km langer, orographisch linker Nebenfluss der Nüst in der hessischen Rhön im Landkreis Fulda.

## Verlauf
Die Nässe entspringt in etwa 578 m Höhe in einem kleinen Waldgebiet unweit nördlich des zu Hofbieber gehörigen Weilers Steens und der durch den Weiler verlaufenden Kreisstraße 29 in der Milseburger Kuppenrhön, zwischen dem Bomberg (670,3 m) im Nordosten und dem Hohlstein (684,7 m) im Südwesten. Sie fließt von dort zunächst nach Norden und biegt nach etwa 750 m nach Westen um. Nach weiteren rund 2 km Fließstrecke erreicht der Bach das Dorf Elters, das er, teilweise unterirdisch kanalisiert, durchquert. Am westlichen Ortsausgang nimmt die Nässe einen kleinen, von Süden kommenden Bach auf und wendet sich nach Nordwesten. Sie fließt dann nach etwa 1 km südlich an Wittges vorbei, nimmt dort den von rechts, Osten kommenden Schweinsbach auf, fließt nach einem weiteren Kilometer nördlich an der Weihersmühle und dem Weihershof vorbei, unterquert dort die Landesstraße L 3174, verläuft dann 1,5 km durch den Lußgrund nach Egelmes, wo sie die K13 unterquert und nach Norden umbiegt. Nach 2 km unterquert sie die L 3258, wendet sich dann leicht nach Nordnordwesten und erreicht nach weiteren 3,5 km Rimmels. Nach Durchqueren von Rimmels mündet sie unweit nördlich des Dorfs auf 303 m Höhe von links in die Nüst.